# La Lande-de-Fronsac
La Lande-de-Fronsac est une commune du Sud-Ouest de la France, située dans le département de la Gironde (région Nouvelle-Aquitaine).

## Géographie

### Localisation
Commune située au nord de la Dordogne, entre Libourne et Saint-André-de-Cubzac. Elle est la ville-centre d'une unité urbaine dans la couronne périurbaine de l'aire d'attraction de Bordeaux.

### Communes limitrophes
Les communes limitrophes sont  Cadillac-en-Fronsadais, Saint-André-de-Cubzac, Saint-Romain-la-Virvée, Tarnès, Val de Virvée et Vérac.
|                        | Val de Virvée          | Vérac  |
| Saint-André-de-Cubzac  | La Lande-de-Fronsac    | Tarnès |
| Saint-Romain-la-Virvée | Cadillac-en-Fronsadais |        |

### Géologie et relief
La superficie de la commune est de 853 hectares ; son altitude varie de 6  à   49 mètres.

### Climat
Pour des articles plus généraux, voir Climat de la Nouvelle-Aquitaine et Climat de la Gironde.
Historiquement, la commune est exposée à un climat océanique aquitain.  
En 2020, Météo-France publie une typologie des climats de la France métropolitaine dans laquelle la commune est exposée à un climat océanique et est dans la région climatique  Aquitaine, Gascogne, caractérisée par une pluviométrie abondante au printemps, modérée en automne, un faible ensoleillement au printemps, un été chaud (19,5 °C), des vents faibles, des brouillards fréquents en automne et en hiver et des orages fréquents en été (15 à 20 jours).
Pour la période 1971-2000, la température annuelle moyenne est de 13 °C, avec une amplitude thermique annuelle de 14,6 °C. Le cumul annuel moyen de précipitations est de 875 mm, avec 11,7 jours de précipitations en janvier et 6,9 jours en juillet. Pour la période 1991-2020, la température moyenne annuelle observée sur la station météorologique la plus proche, située sur la commune de Saint-Gervais à 7,74 km à vol d'oiseau, est de 13,9 °C et le cumul annuel moyen de précipitations est de 824,9 mm,. Pour l'avenir, les paramètres climatiques de la commune estimés pour 2050 selon différents scénarios d’émission de gaz à effet de serre sont consultables sur un site dédié publié par Météo-France en novembre 2022.

## Urbanisme

### Typologie
Au 1er janvier 2024, La Lande-de-Fronsac est catégorisée ceinture urbaine, selon la nouvelle grille communale de densité à sept niveaux définie par l'Insee en 2022.
Elle appartient à l'unité urbaine de La Lande-de-Fronsac, une agglomération intra-départementale regroupant six  communes, dont elle est ville-centre,,. Par ailleurs la commune fait partie de l'aire d'attraction de Bordeaux, dont elle est une commune de la couronne,. Cette aire, qui regroupe 275 communes, est catégorisée dans les aires de 700 000 habitants ou plus (hors Paris),.

### Occupation des sols

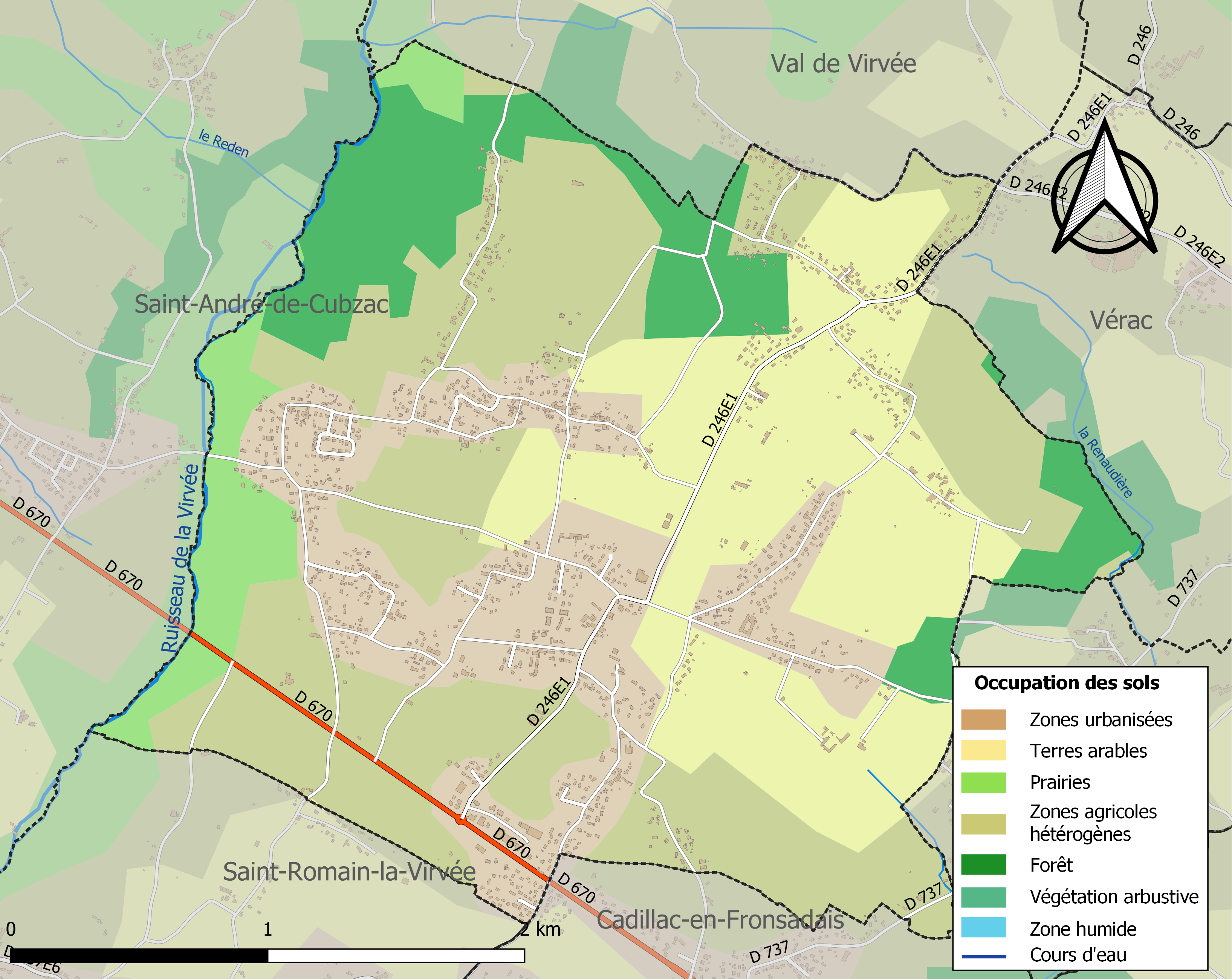
Carte des infrastructures et de l'occupation des sols de la commune en 2018 (CLC).

L'occupation des sols de la commune, telle qu'elle ressort de la base de données européenne d’occupation biophysique des sols Corine Land Cover (CLC), est marquée par l'importance des territoires agricoles (66,8 % en 2018), en diminution par rapport à 1990 (88 %). La répartition détaillée en 2018 est la suivante : 
zones agricoles hétérogènes (34,8 %), cultures permanentes (26,9 %), zones urbanisées (21,2 %), forêts (12 %), prairies (5,1 %). L'évolution de l’occupation des sols de la commune et de ses infrastructures peut être observée sur les différentes représentations cartographiques du territoire : la carte de Cassini (XVIIIe siècle), la carte d'état-major (1820-1866) et les cartes ou photos aériennes de l'IGN pour la période actuelle (1950 à aujourd'hui).

### Risques majeurs
Le territoire de la commune de La Lande-de-Fronsac est vulnérable à différents aléas naturels : météorologiques (tempête, orage, neige, grand froid, canicule ou sécheresse), inondations et séisme (sismicité faible). Un site publié par le BRGM permet d'évaluer simplement et rapidement les risques d'un bien localisé soit par son adresse soit par le numéro de sa parcelle.
La commune a été reconnue en état de catastrophe naturelle au titre des dommages causés par les inondations et coulées de boue survenues en 1982, 1999, 2008, 2009 et 2021,.

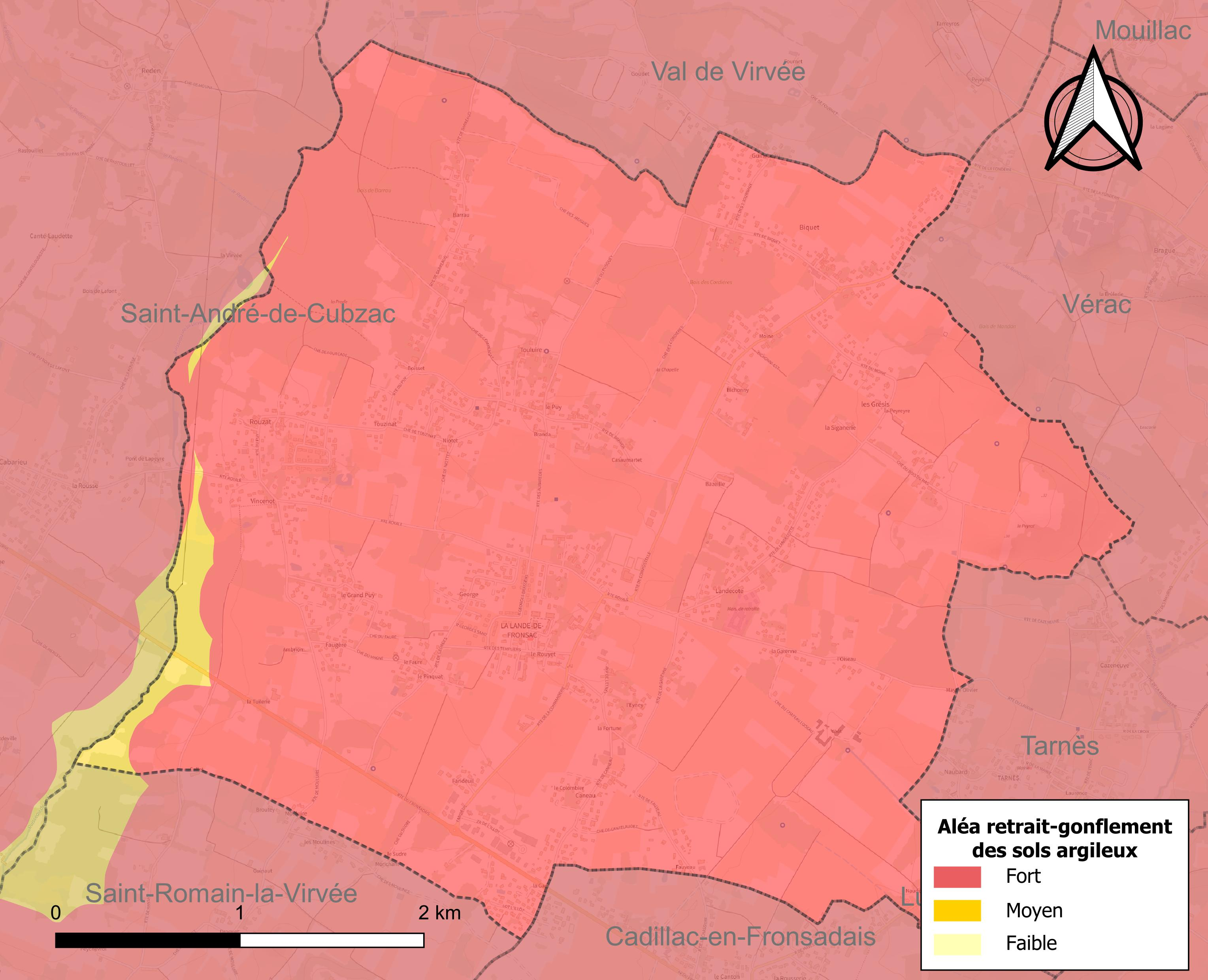
Carte des zones d'aléa retrait-gonflement des sols argileux de La Lande-de-Fronsac.

Le retrait-gonflement des sols argileux est susceptible d'engendrer des dommages importants aux bâtiments en cas d’alternance de périodes de sécheresse et de pluie. La totalité de la commune est en aléa moyen ou fort (67,4 % au niveau départemental et 48,5 % au niveau national). Sur les 923 bâtiments dénombrés sur la commune en 2019,  923 sont en aléa moyen ou fort, soit 100 %, à comparer aux 84 % au niveau départemental et 54 % au niveau national. Une cartographie de l'exposition du territoire national au retrait gonflement des sols argileux est disponible sur le site du BRGM,.
Par ailleurs, afin de mieux appréhender le risque d’affaissement de terrain, l'inventaire national des cavités souterraines permet de localiser celles situées sur la commune.
Concernant les mouvements de terrains, la commune a été reconnue en état de catastrophe naturelle au titre des dommages causés par la sécheresse en 2003 et 2005 et par des mouvements de terrain en 1999.

## Toponymie
Le français lande est issu du Gaulois *landa  qui a d'abord signifié terrain boisé puis terrain inculte résultant de la dégradation de la forêt, 
terrain plat, couvert de broussailles, étendue inculte. Ce que devait être la caractéristique du lieu.

## Histoire
Des fouilles archéologiques ont mis au jour des vestiges préhistoriques attestant une occupation de site de l'actuelle commune dès le Néolithique. Des traces d'habitat gallo-romain ont également été découvertes. La présence de sarcophages mérovingiens ainsi que de pièces de monnaie, trouvés lors de fouilles exécutées autour de l'église, témoignent de l'existence d'un village dès le haut Moyen Âge. Jusqu'à la fin du XIXe siècle, la commune compte une population principalement constituée d'agriculteurs.
De 1913 à 1949, la commune dispose d'une gare des Tramways électriques du Libournais.

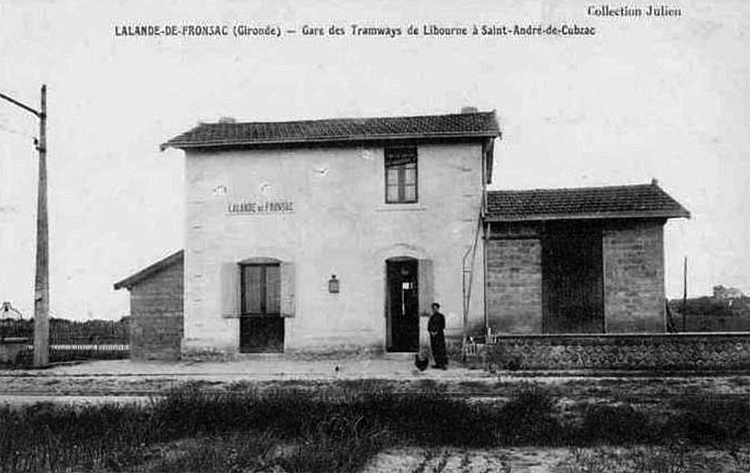
La gare de La Lande-de-Fronsac vers 1915.

## Politique et administration

### Administration municipale
Le nombre d'habitants au recensement de 2011 étant compris entre 1 500 habitants et 2 499 habitants, le nombre de membres du conseil municipal pour l'élection de 2014 est de dix neuf,.

### Liste des maires
| Période | Période  | Identité                | Étiquette      | Qualité                              |
| ------- | -------- | ----------------------- | -------------- | ------------------------------------ |
| 1790    | 1791     | Dureau                  |                |                                      |
| 1791    | 1792     | Bonnet                  |                |                                      |
| 1793    | 1794     | Dethomas André Joseph   |                |                                      |
| 1794    | 1796     | Evma Louis              |                |                                      |
| 1796    | 1801     | Thonnellier             |                |                                      |
| 1801    | 1815     | Thonnellier Jean "fils" |                |                                      |
| 1815    | 1818     | Vigier J.               |                |                                      |
| 1818    | 1830     | De Sargo Jean           |                |                                      |
| 1830    | 1848     | Guiard Rigal Jean       |                |                                      |
| 1848    | 1860     | Dejacques Alphonse      |                |                                      |
| 1860    | 1888     | Guiard Thomas Théodore  |                |                                      |
| 1888    | 1894     | Dejacques Pierre Émile  |                |                                      |
| 1894    | 1895     | Giraud François         |                |                                      |
| 1895    | 1909     | Pioceau Pierre          |                |                                      |
| 1909    | 1910     | Berard Alfred           |                |                                      |
| 1910    | 1912     | Goujon Pierre           |                |                                      |
| 1912    | 1917     | Pioceau Pierre          |                |                                      |
| 1919    | 1928     | Rulleau François        |                |                                      |
| 1928    | 1945     | Landes Simon            |                |                                      |
| 1945    | 1950     | Louis Sbile             |                |                                      |
| 1950    | 1956     | Pierre Lagarde          |                |                                      |
| 1977    | 1990     | André Lartigue          |                |                                      |
| 1990    | 1995     | Patrick Sbile           |                |                                      |
| 1995    | 2001     | Jean-Pascal Gasteuil    |                |                                      |
| 2001    | En cours | Jean Galand             | PS (apparenté) | Pharmacien, conseiller départemental |

## Démographie
L'évolution du nombre d'habitants est connue à travers les recensements de la population effectués dans la commune depuis 1793. Pour les communes de moins de 10 000 habitants, une enquête de recensement portant sur toute la population est réalisée tous les cinq ans, les populations de référence des années intermédiaires étant quant à elles estimées par interpolation ou extrapolation. Pour la commune, le premier recensement exhaustif entrant dans le cadre du nouveau dispositif a été réalisé en 2004.

En 2022, la commune comptait 2 739 habitants, en évolution de +16,5 % par rapport à 2016 (Gironde : +6,91 %, France hors Mayotte : +2,11 %).
| 1793 | 1800 | 1806 | 1821 | 1831 | 1836 | 1841 | 1846 | 1851 |
| ---- | ---- | ---- | ---- | ---- | ---- | ---- | ---- | ---- |
| 650  | 586  | 626  | 615  | 626  | 607  | 592  | 591  | 538  |

| 1856 | 1861 | 1866 | 1872 | 1876 | 1881 | 1886 | 1891 | 1896 |
| ---- | ---- | ---- | ---- | ---- | ---- | ---- | ---- | ---- |
| 539  | 524  | 541  | 544  | 540  | 546  | 497  | 460  | 467  |

| 1901 | 1906 | 1911 | 1921 | 1926 | 1931 | 1936 | 1946 | 1954 |
| ---- | ---- | ---- | ---- | ---- | ---- | ---- | ---- | ---- |
| 488  | 504  | 491  | 494  | 504  | 484  | 471  | 452  | 490  |

| 1962 | 1968 | 1975 | 1982  | 1990  | 1999  | 2004  | 2006  | 2009  |
| ---- | ---- | ---- | ----- | ----- | ----- | ----- | ----- | ----- |
| 465  | 512  | 624  | 1 147 | 1 797 | 1 871 | 2 006 | 2 088 | 2 240 |

| 2014  | 2019  | 2022  | - | - | - | - | - | - |
| ----- | ----- | ----- | - | - | - | - | - | - |
| 2 331 | 2 540 | 2 739 | - | - | - | - | - | - |

## Lieux et monuments
- Église Saint-Pierre : classée monument historique le 19 mars 1923

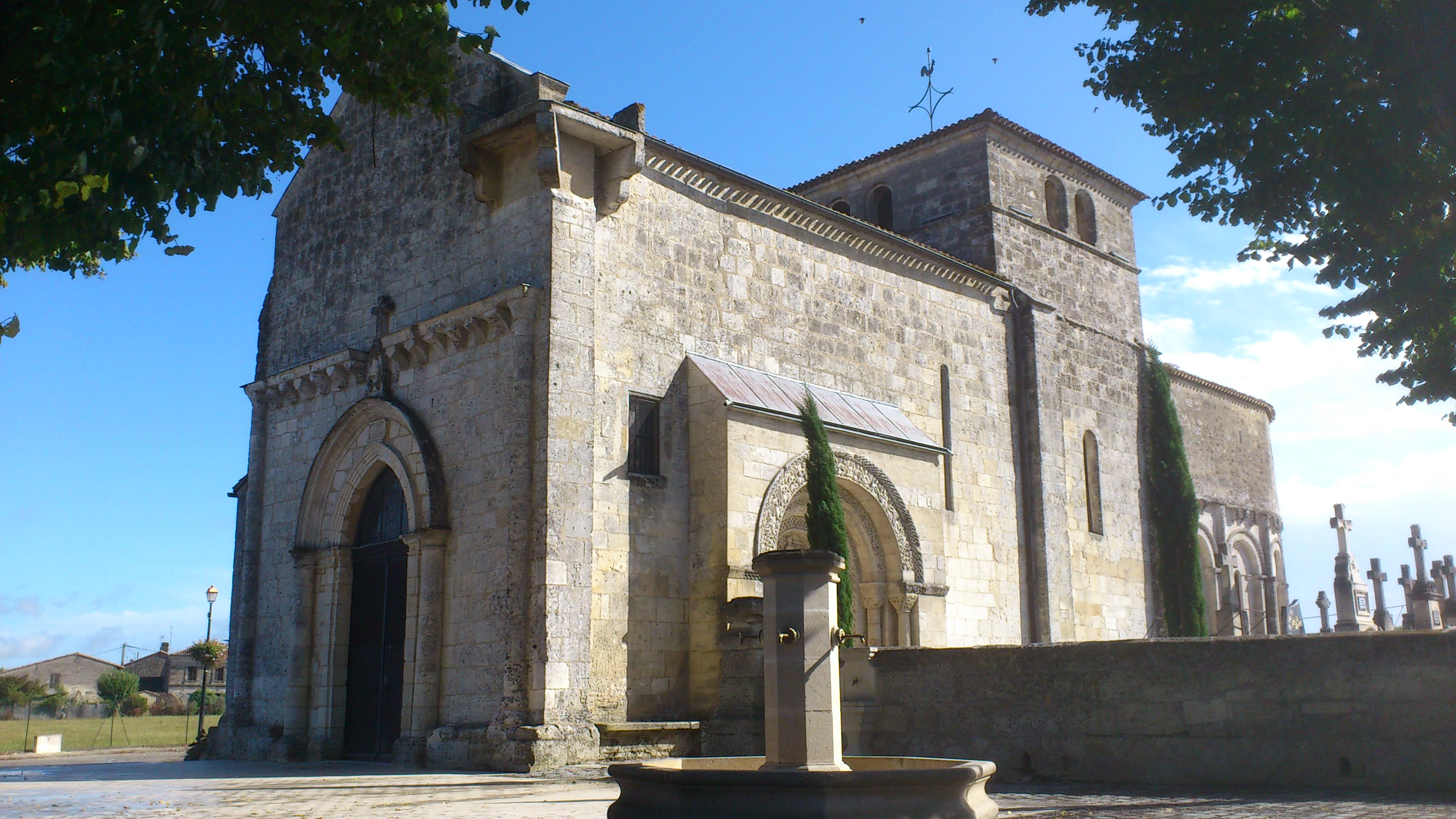
Église Saint-Pierre
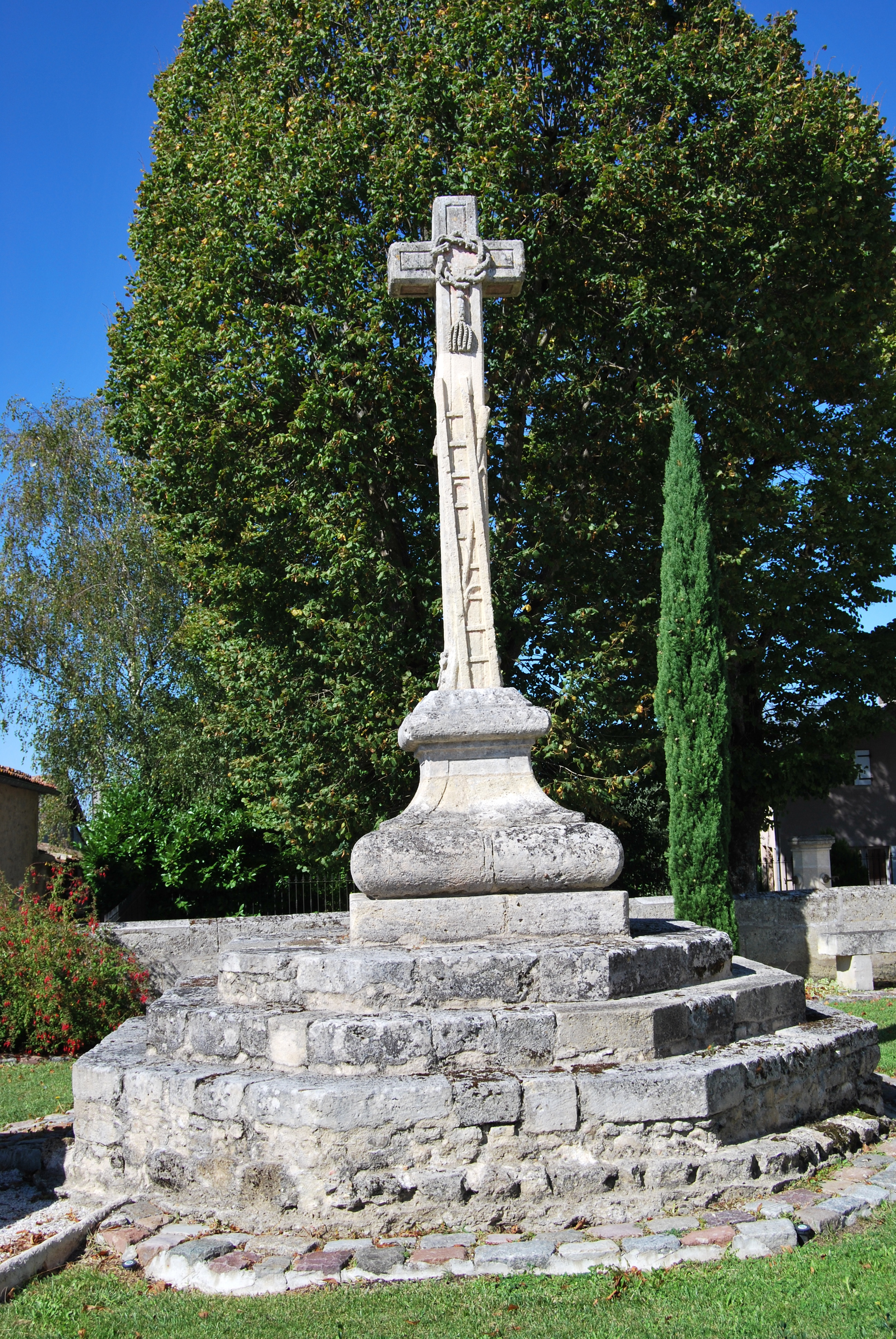
Croix de cimetière
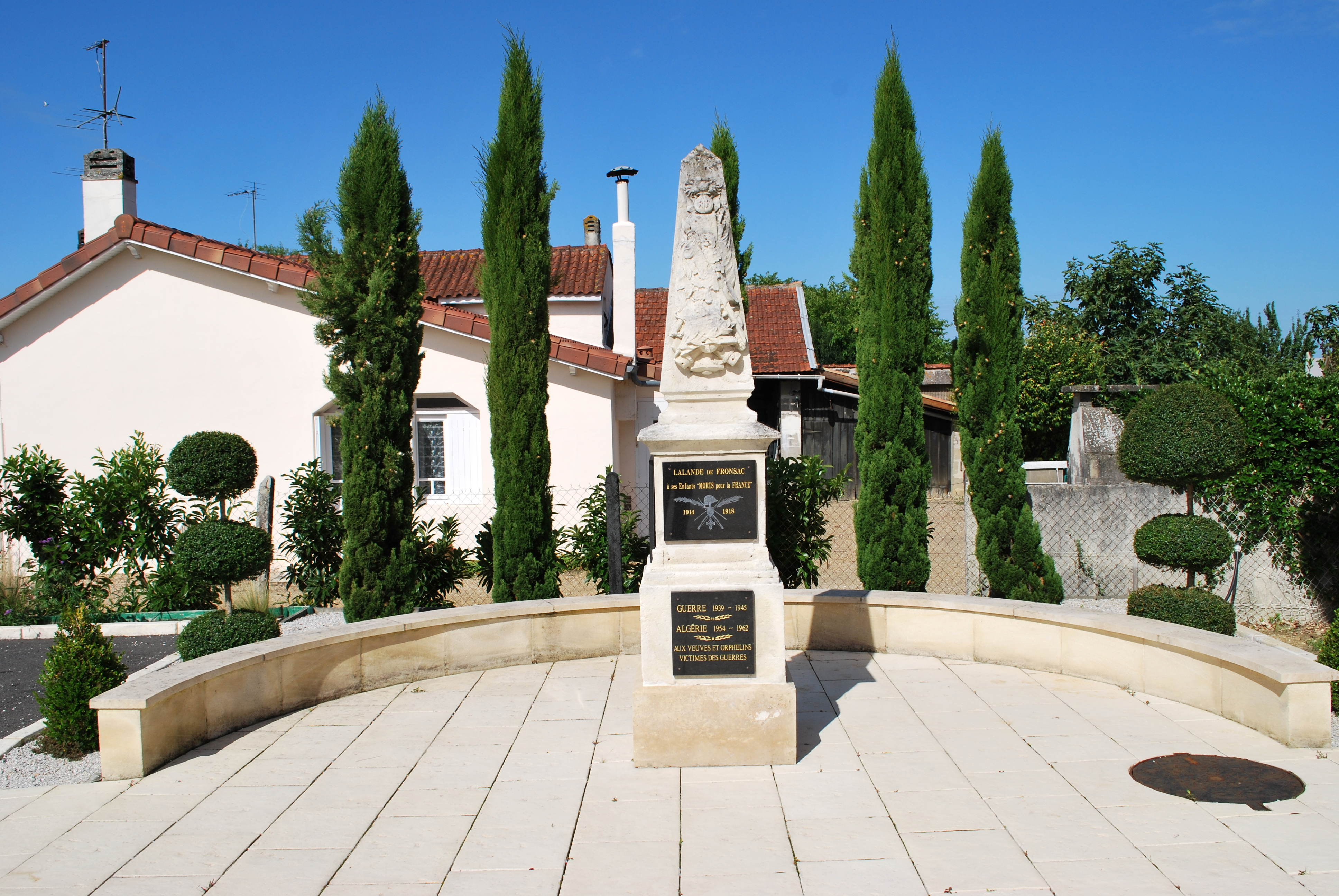
Monument aux morts

- Château Loiseau

1712 – Pierre
Ce château aurait été construit par un trésorier général du bureau des Finances de Guyenne. Il se compose d'un vaste bâtiment rectangulaire édifié sur deux niveaux ; du côté de la cour se détachent deux pavillons, prolongés en retour d'équerre par d'importants communs. Sur la face opposée, deux avant-corps latéraux correspondent aux pavillons. Les façades sont ornées de chaînes à refends et d'une importante corniche. Un balcon porté par des consoles surmonte la porte d'entrée
- Croix de cimetière de la Lande-de-Fronsac
- Bibliothèque Michel-Iturria
- Salle Pascal-Obispo, inaugurée par le chanteur le 24 novembre 2013